# Camsek Chin

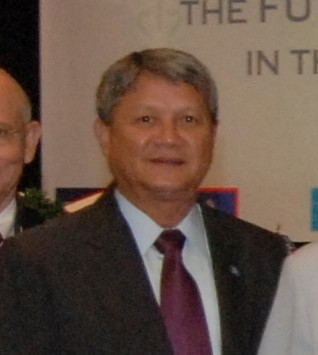
Camsek Chin.

Elias Camsek Chin (nacido el 10 de octubre de 1949) fue vicepresidente de Palaos desde el 1 de enero de 2005 al 1 de enero de 2009.
Chin venció a la exvicepresidenta Sandra Pierantozzi en las elecciones del 2 de noviembre de 2004, ganando con el 71,1 % de los votos.